# وجهة نظر (مسلسل مصري)
وجهة نظر هو مُسلسل تلفزيوني مصري.

## الممثلون
- إبراهيم عبد الرازق
- نادية الشناوي
- عفاف شعيب
- أشرف عبد الغفور
- عبد الله فرغلي
- حمدي شرف الدين
- إنعام الجريتلي
- خيري القليوبي
- محمود التوني

## طالع أيضًا
- وجهة نظر (مسلسل عراقي)